# 日昭
日昭，（1221年—1323年5月1日），日本佛教僧人之一，他早年信奉天台宗，公元13世纪前后参加该教派的改革活动。不久又创立新教派，但仍然与天台宗保持着密切的联系。